# MOCVD

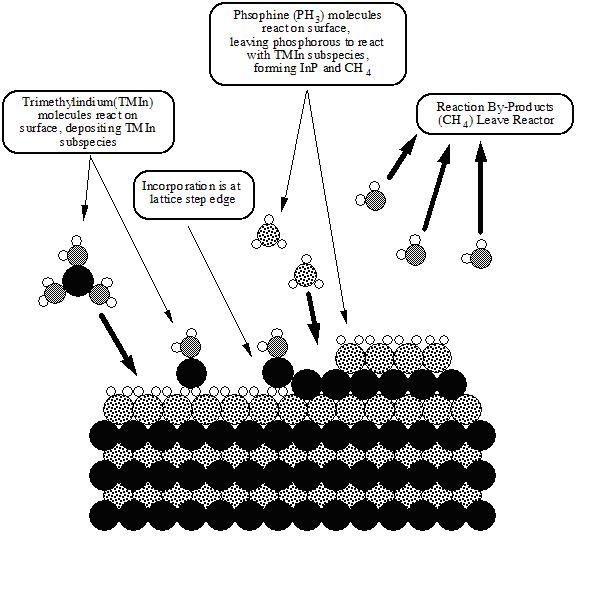
Illustrazione del processo

L'epitassia di fase vapore metallo-organica (metalorganic vapour-phase epitaxy, MOVPE), nota anche come epitassia di fase-vapore di tipo organometallico (organometallic vapour-phase epitaxy, OMVPE) o deposizione di vapore chimico metallorganico (metalorganic chemical vapour deposition, MOCVD), è un metodo di deposizione di vapore chimico usato per produrre film sottili singoli o policristallini. È un processo estremamente complesso per la crescita di strati cristallini per creare complesse strutture multistrato a semiconduttore. Contrariamente all'epitassia da fasci molecolari (MBE), la crescita dei cristalli avviene per reazione chimica e non per deposizione fisica. Ciò non avviene nel vuoto, ma dalla fase gassosa a pressioni moderate (da 10 a 760 Torr). Come tale, questa tecnica è preferita per la formazione di dispositivi che incorporano leghe termodinamicamente metastabili, ed è diventato un processo importante nella produzione di optoelettronica. È stato inventato nel 1968 al North American Aviation Science Center (in seguito Rockwell International) da Harold M. Manasevit.

## Principi di base
In MOCVD i gas ultrapuri vengono iniettati in un reattore e dosati finemente per depositare uno strato molto sottile di atomi su un wafer a semiconduttore. La reazione superficiale di composti organici o metallorganici e di idruri contenenti gli elementi chimici necessari crea condizioni per la crescita cristallina (epitassia) di materiali e semiconduttori composti. A differenza dei semiconduttori tradizionali in silicio, questi semiconduttori possono contenere combinazioni di elementi del  gruppo III e  gruppo V, del  gruppo II e  gruppo VI, del  gruppo IV o del gruppo IV, V e VI.
Ad esempio, fosfuro di indio potrebbe essere coltivato in un reattore su un substrato riscaldato introducendo trimetilindio ((CH3)3In) e fosfina (PH  3 ) in un primo passo. Le molecole organiche precursori riscaldate si decompongono in assenza di ossigeno (pirolisi). Nella seconda fase la pirolisi lascia gli atomi sulla superficie del substrato. Gli atomi si legano alla superficie del substrato e nell'ultimo passaggio viene cresciuto un nuovo strato cristallino. La formazione di questo strato epitassiale avviene sulla superficie del substrato.
La temperatura di pirolisi richiesta aumenta con l'aumentare della resistenza chimica del precursore. Più atomi di carbonio sono attaccati all'atomo di metallo centrale, più debole è il legame. La diffusione degli atomi sulla superficie del substrato è influenzata da gradini atomici sulla superficie.
La tensione di vapore della fonte organica di metallo è una considerazione importante in MOCVD, poiché determina la concentrazione del materiale sorgente nella reazione e il tasso di deposizione.

## Componenti del reattore

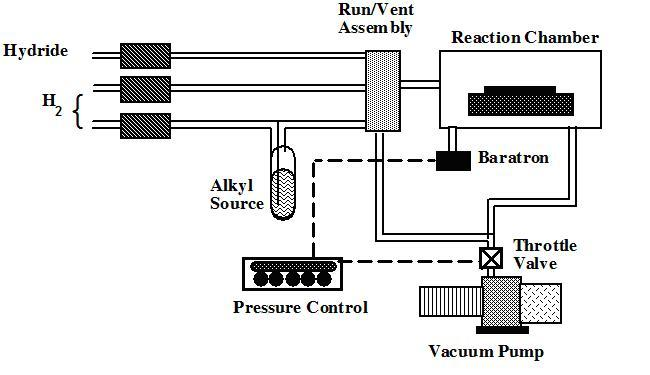
Apparato MOCVD

Nella tecnica di deposizione di vapore chimico metallorganico (MOCVD), i gas reagenti vengono combinati a temperature elevate nel reattore per causare un'interazione chimica, con conseguente deposizione di materiali sul substrato.
Un reattore è una camera realizzata con un materiale che non reagisce con i prodotti chimici utilizzati. Deve anche resistere a temperature elevate. Questa camera è composta da pareti del reattore, rivestimento, un suscettore, unità di iniezione del gas e unità di controllo della temperatura. Di solito, le pareti del reattore sono realizzate in acciaio inossidabile o quarzo. Vetro di ceramica o speciali, come il quarzo, sono spesso usati come rivestimento nella camera del reattore tra la parete del reattore e il suscettore. Per evitare il surriscaldamento, l'acqua di raffreddamento deve fluire attraverso i canali all'interno delle pareti del reattore. Un substrato si trova su un  suscettore  che è a temperatura controllata. Il suscettore è costituito da un materiale resistente ai composti metallorganici utilizzati; talvolta è usata la grafite. Per la crescita di nitruri e materiali correlati, è necessario un rivestimento speciale, tipicamente di nitruro di silicio, sul suscettore di grafite per prevenire la corrosione da ammoniaca (NH 3 ).
Un tipo di reattore utilizzato per eseguire MOCVD è un reattore a parete fredda. In un reattore a parete fredda, il substrato è supportato da un piedistallo, che funge anche da suscettore. Il piedistallo/suscettore è l'origine primaria dell'energia termica nella camera di reazione. Viene riscaldato solo il suscettore, quindi i gas non reagiscono prima di raggiungere la superficie calda del wafer. Il piedistallo/suscettore è realizzato in materiale che assorbe le radiazioni come il carbonio. Al contrario, le pareti della camera di reazione in un reattore a parete fredda sono tipicamente fatte di quarzo che è in gran parte trasparente alla radiazione elettromagnetica. Le pareti della camera di reazione in un reattore a parete fredda, tuttavia, possono essere riscaldate indirettamente mediante irradiamento di calore dal piedistallo/suscettore caldo, ma rimarranno più fredde rispetto al piedistallo/suscettore e al substrato supportato dal piedistallo/suscettore.
Nel CVD a parete calda, l'intera camera è riscaldata. Ciò può essere necessario per alcuni gas da pre-crackare prima di raggiungere la superficie del wafer per consentire loro di aderire al wafer.

### Ingresso gas e sistema di commutazione
Il gas viene introdotto tramite dispositivi noti come "gorgogliatori". In un gorgogliatore un gas di trasporto (di solito idrogeno nella crescita di arsenuro e fosfuro o azoto per la crescita del nitruro) viene fatto gorgogliare attraverso il composto metallorganico liquido, che raccoglie un po' di vapore organometallico e lo trasporta nel reattore. La quantità di vapore metallorganico trasportato dipende dalla velocità del flusso del gas di trasporto e dalla temperatura del gorgogliatore; la temperatura di solito viene controllata automaticamente e in modo molto accurato utilizzando un sistema ultrasonico di controllo della concentrazione del gas in feedback. È necessario tenere conto del vapore saturo.

### Sistema di mantenimento della pressione
Scarico gas e sistema di pulizia. I rifiuti tossici devono essere convertiti in rifiuti liquidi o solidi per essere riciclati (preferibilmente) o smaltiti. Idealmente i processi saranno progettati per ridurre al minimo la produzione di rifiuti.